# Premios El Heraldo de México
Premios patrocinados por el diario El Heraldo de México, instituido por Raúl Velasco, que se entregaba anualmente desde el 15 de enero de 1966 para destacar lo mejor de los deportes, el cine, la televisión y la música durante el año. Su entrega era televisada por Televisa y era uno de los eventos más importantes del acontecer artístico mexicano.

## Categorías especiales
- El rostro de El Heraldo de México.
- La voz de El Heraldo.
- La promesa de El Heraldo.

## Historial de premiados

### 1966
- El rostro: Rossana.
- Mejor obra de teatro: Minerva Mena.

### 1967
- El rostro: Renata Seydel.
- Mejor obra de teatro: Te juro Juana que tengo ganas de Emilio Carballido.
- Mejor intérprete de música tropical: Celia Cruz.

### 1973
- El rostro: Silvia Manríquez.
- Mejor programa cómico de televisión: Chespirito.

### 1984
- El rostro: Tatiana.
- Premio a la televisión: Roberto Huicochea por Cachún cachún ra ra!
- Mejor obra de teatro: De la calle de Jesús Gonzáles Dávila.
- Mejor cantante: José Luis Rodríguez.
- Éxito del Año 1984: El Buey De La Barranca “Mestizo” (Héctor Rafael).

### 1986
- El rostro: Renata Ramos.
- La voz del Heraldo: Norma Reyes.
- Mejor película: "Toña Machetes", recibió Sonia Infante (productora).
- Mejor actriz: Patricia Reyes Spíndola por "Los motivos de la luz".
- Revelación del cine: Eduardo Yáñez por "Contrato con la muerte".
- Mejor telenovela del año: "De pura sangre". Recibió Ernesto Alonso (productor).
- Mejor actor de televisión: Salvador Pineda, por "Tú o nadie".
- Mejor actor revelación de televisión: Marco Muñoz por "Angélica".
- Mejor programa de televisión:	"1985 El año del temblor", de Beatriz Aguirre.
- Mejor programa de televisión: "En vivo", recibió Ricardo Rocha.
- Mejor conductora de televisión: Gloria Calzada.
- Mejor director de televisión: José Rendón por "Tú o nadie" y "De pura sangre".
- Revelación del teatro: Cristian Castro, por "Mame" (Se lo entregó su madre, Verónica Castro).
- Cantante del año: Guadalupe Pineda.
- Artista mexicano de mayor éxito: José José.
- Artista latino de mayor éxito en el extranjero: José Luis Rodríguez "El Puma", recibe de manos de Óscar Alarcón, subdirector del diario.

### 1988
- Mejor telenovela: Quinceañera, producción de Carla Estrada.
- Mejor actriz de televisión: Verónica Castro por Rosa salvaje.
- Mejor actor de televisión: Ignacio López Tarso por Senda de gloria.
- Mejor revelación del año en televisión: Adela Noriega por Quinceañera.
- Artista femenina del año en la música: Daniela Romo.

### 1989
- El rostro: Biby Gaytán.
- La promesa del Heraldo: Silvia Campos.
- Mejor revelación de la televisión: Salma Hayek por "Teresa".
- Mejor programa de televisión: Señal de noticias ECO.
- Mejor cantante del año: Luis Miguel.

### 1990
- La promesa del Heraldo: Silvia Campos.
- Mejor cantante femenina: Lucero.
- Premio a los deportes: Mónica Torres Amarillas.

### 1991
- El rostro: Sandra Lorena.
- La promesa del Heraldo: Sandra Lorena.
- Mejor cantante femenina: Lucero.
- Mejor show musical: Yuri.
- La voz del Heraldo: Carlos Catalán

### 1992
- El rostro: Carina Ricco.
- Mejor cantante femenina: Lucero.
- Revelación Grupo de Música Popular: Grupo Liberación.

### 1993
- El rostro: Ana Bárbara.
- La voz del Heraldo: Martha María.
- Mejor telenovela: María Mercedes, producción de Valentín Pimstein.
- Mejor actriz de televisión: María Sorté por De frente al sol.
- Mejor revelación del año: Thalía por María Mercedes.
- Mejor cantante: Lucero.
- Revelación grupo de música popular: Grupo Ladrón.

### 1995
- El rostro: Nora Salinas.
- Mejor revelación femenina cinematográfica: Salma Hayek por El callejón de los milagros.
- Mejor revelación masculina cinematográfica: Ernesto Laguardia por Principio y fin.
- Mejor telenovela: El vuelo del águila, producción de Ernesto Alonso.
- Mejor actriz de televisión: Rebecca Jones por Imperio de cristal.
- Mejor actor de televisión: Manuel Ojeda por El vuelo del águila.
- Mejor revelación de televisión: Natalia Esperón por Agujetas de color de rosa.
- Mejor actor de teatro: Ari Telch por "Cuatro Equis".
- Revelación de teatro musical: Héctor Arroyo por "Cantando bajo la Lluvia".
- Cantante del año: Luis Miguel.

### 1996
- El rostro: Aracely Arámbula.
- Promesa de El Heraldo: Aracely Arámbula.
- Mejor telenovela: Lazos de amor, producción de Carla Estrada
- Mejor actriz de televisión: Lucero por Lazos de amor.
- Mejor actor de televisión: Arturo Peniche por María José.
- Mejor revelación del año en televisión: Francisco Gattorno por La dueña.
- Artista femenina del año en la música: Thalía.
- Mejor disco del año: "Amor a la mexicana" de Thalía.

### 1998
- El rostro: Adriana Fonseca.
- La voz: Sergio Albarrán.
- Mejor cantante del año: Thalía.

### 1999
- Artista femenina del año: Thalía.
- Mejor canción: "Piel morena" interpretada por Thalía.

### 2000
- El rostro: Elizabeth Álvarez.
- Mejor tema de telenovela: Juan Gabriel.
- Disco del año en la música: "Trozos de mi alma" de Marco Antonio Solís.

### 2001
- El rostro: Sara Maldonado.
- Heraldo Especial a Carmen Salinas por su trayectoria artística.
- Mejor telenovela: Abrázame muy fuerte.
- Mejor actriz de televisión: Aracely Arámbula por Abrázame muy fuerte.
- Mejor actor de televisión: Fernando Colunga por Abrázame muy fuerte.
- Revelación femenina de televisión: Yadhira Carrillo por El precio de tu amor.
- Revelación masculina de televisión: Valentino Lanús por Primer amor a 1000 x hora.

### 2002
- El rostro: Tatiana.
- Trayectoria artística: Jorge Ortiz de Pinedo.

### 2003
- El rostro: Fernanda Castillo.
- Heraldo Especial a Raúl Ramírez por 50 años de trayectoria en el cine.
- Heraldo Especial a Raúl Velasco por 30 años de trayectoria en la televisión.
- Heraldo Especial a Germán Lizárraga.
- Heraldo Especial al Ballet Folklórico de México.
- Heraldo Especial a Carmen Salinas por 50 años de trayectoria artística.
- Heraldo Especial a Pandora.
- Heraldo Especial a Ricardo "El Finito" López.
- Mejor actriz revelación en el cine: Ivonne Montero por El tigre de Santa Julia.
- Mejor actor revelación en el cine: Miguel Rodarte por El tigre de Santa Julia.
- Mejor director debutante en el cine: Alfonso Casas por Un mundo raro.
- Mejor actriz del año en el cine: Irán Castillo por El tigre de Santa Julia.
- Mejor actor del año en el cine: Demián Bichir por El tigre de Santa Julia.
- Mejor director del año en el cine: Fernando Sariñana por Amarte duele.
- Mejor película del año en el cine: Amarte duele.
- Mejor actriz revelación en televisión: Elizabeth Álvarez por Las vías del amor.
- Mejor actor revelación en televisión: Jorge Consejo por Las vías del amor.
- Mejor director en televisión: Benjamín Cann por La otra.
- Mejor villana en televisión: Jacqueline Andere por La otra.
- Mejor primera actriz en televisión: Daniela Romo por Las vías del amor.
- Mejor primer actor en televisión: Enrique Rocha por Las vías del amor.
- Mejor telenovela: La otra.
- Mejor actriz de comedia en televisión: Consuelo Duval.
- Mejor actor de teatro: Carlos Vittori por Los miserables.
- Mejor actriz de teatro: Olivia Bucio por Mi bella dama.
- Mejor director de teatro: Álvaro Cerviño por Los miserables.
- Revelación femenina de teatro: Andrea Legarreta por El Full Monty.
- Mejor obra teatral: Los miserables.
- Revelación musical: Gabriel Navarro.
- Mejor Onda Grupero: Los Huracanes del Norte.
- Mejor grupo pop: Soluna.
- Mejor canción del año: "Quítame ese hombre" de Pilar Montenegro.
- Mejor cantante internacional: Pedro Fernández.
- Mejor voz de Latinoamérica: Ángelo Negrón.
- Mejor jugador del año: José Saturnino Cardozo.
- Mejor equipo del año: Águilas del América.
- Mejor hazaña del año: Tomateros de Culiacán.
- Ciclismo: Nancy Contreras.
- Tiro con arco: Marisol Bretón y Juan René Serrano.
- Natación: Joshua Ilica y Adriana Marmolejo.
- Toros: Eulalio López "Zotoluco".
- Ganadero: José María Huerta.

## Enlaces
- Nominados Premios 2001. Archivado el 6 de abril de 2023 en Wayback Machine.

- Datos: Q5351380